# Ернандо Сілес Реєс
Ернандо Сілес Реєс (ісп. Hernando Siles Reyes; 5 серпня 1882, Сукре — 23 листопада 1942, Ліма) — болівійський державний і політичний діяч, 31-й президент Болівії (з 10 січня 1926 до 28 травня 1930 року).

## Біографія
Ернандо Сілес був засновником Націоналістичної партії (Partido Nacionalista), головним опонентом якої на політичній арені виступала фракція Республіканської партії Баутісти Сааведри, що перебувала при владі в Болівії з 1920 року. Перед виборами 1926 року Ернандо Сілес Реєс пішов на угоду з сааведристами, включивши до свого передвиборчого блоку брата колишнього президента Сааведри, Абдона як віце-президента. В такому дублі Сілес Реєс-Сааведра здобули перемогу, і в серпні 1926 року Сілес Реєс склав присягу як президент країни.
Був одним з найпопулярніших в країні президентів першої половини ХХ століття, воістину харизматичною особистістю. Ще більших симпатій він здобув після офіційного розриву з колишнім президентом Баутістою Сааведрою й заслання його разом з братом до Чилі. У той же час уряд Сілеса Реєса відчував серйозні труднощі у зв'язку з погіршенням економічної ситуації в країні, що стала катастрофічною після настання світової кризи 1929 року. Також його кабінет є відповідальним за загострення напруженості у відносинах із сусіднім Парагваєм, що призвело до Чакської війни 1932—1935 років та поразки Болівії.
Багато опозиційних діячів за часів його правління були заслані чи втекли з Болівії за кордон. У зв'язку з погіршенням стану справ в економіці, в чому звинувачувався уряд Сілеса Реєса, в країні було здійснено державний переворот, в результаті якого 28 травня 1930 президент втратив владу й емігрував до Чилі, а потім — до Перу. Країну як тимчасовий президент очолив голова військової хунти генерал Карлос Бланко Галіндо.
Обидва сина Ернандеса Сілеса Реєса пізніше також стали президентами Болівії — Ернан Сілес Суасо у 1956—1960 та у 1982—1985 роках; Луїс Адольфо Сілес Салінас займав пост глави держави упродовж кількох місяців 1969 року.

## Пам'ять
Іменем Ернандо Сілеса названо головний футбольний стадіон у столиці Болівії Ла-Пасі.